# 米申维耶霍 (加利福尼亚州)
米申维耶霍（英語：Mission Viejo，意為老傳教站），是美国加利福尼亚州橙县下属的一座城市。建市于1988年3月31日，面积大约为17.74平方英里（45.9平方公里）。根据2010年美国人口普查，该市有人口93,305人。